# Stagioni dei Texas Rangers
Questo è un elenco di tutte le stagioni della franchigia professionistica di baseball dei Texas Rangers. I Rangers furono fondati come Washington Senators e si formarono dopo che una squadra più vecchia con lo stesso nome si trasferì a Minneapolis diventando Minnesota Twins nel 1961.
La squadra non ebbe molto successo nei primi anni, non vincendo più partite di quelle che perse fino al 1969. Si trasferì ad Arlington nel Texas, nel 1972, e continuò a comportarsi male, con una sola stagione oltre novanta vittorie e non una sola partecipazione ai playoff fino a dopo lo sciopero del 1994. Dopo che il sodalizio tra George W. Bush e Edward W. Rose acquistò la squadra nel 1989, i Rangers guadagnarono tre presenze nei playoff in quattro anni (1996-1999). I Rangers scemarono nuovamente nella mediocrità col proprietario Tom Hicks che portò la squadra alla bancarotta nel 2010, quando un gruppo di proprietà guidato da Nolan Ryan e Chuck Greenberg acquistò la squadra e i Rangers iniziarono il miglior periodo di successo nella storia della franchigia. Tra il 2010 e il 2016, Texas raggiunse la postseason cinque volte, vincendo quattro titoli di Division e partecipando inaspettatamente alle loro prime due World Series nel 2010 e nel 2011.

## Sommario (1961-2018)

### Regular season
- 55 stagioni nella Major League Baseball: 4425–4829 (.478)
- 2 pennant dell'American League: 2010, 2011
- 7 titoli di Division: 1996, 1998, 1999, 2010, 2011, 2015, 2016
- 1 Wild Card: 2012

### Post-season
- 1 partecipazione nel Wild Card Game: 0–1 (.000)
- 7 partecipazioni nelle Division Series: 9–18 (.333), Serie V-P: 2–5 (.286)
- 2 partecipazioni nelle  Championship Series: 8–4 (.667), Serie V-P: 2–0 (1000)
- 2 partecipazioni alle World Series:  4–8 (.333), Serie V-P: 0–2 (.000)
- Record post-season: 21–31 (.404), Totale serie V-P: 4–7 (.364)

## Anno per anno
| Campioni World Series † | Campioni dell'AL * | Campioni di Division (1969–presente) ^ | Wild card (1995–presente) ¤ |

| Stagione            | Livello | Lega   | Division | Pos.   | Vinte | Perse | % V  | GB                    | Playoff                                                                      | Premi                                                                   |
| ------------------- | ------- | ------ | -------- | ------ | ----- | ----- | ---- | --------------------- | ---------------------------------------------------------------------------- | ----------------------------------------------------------------------- |
| Washington Senators |         |        |          |        |       |       |      |                       |                                                                              |                                                                         |
| 1961                | MLB     | AL     |          | 9^     | 61    | 100   | .380 | 47½                   |                                                                              |                                                                         |
| 1962                | MLB     | AL     |          | 10^    | 60    | 101   | .375 | 35½                   |                                                                              |                                                                         |
| 1963                | MLB     | AL     |          | 10^    | 56    | 106   | .345 | 48½                   |                                                                              |                                                                         |
| 1964                | MLB     | AL     |          | 9^     | 62    | 100   | .382 | 37                    |                                                                              |                                                                         |
| 1965                | MLB     | AL     |          | 8^     | 70    | 92    | .432 | 32                    |                                                                              |                                                                         |
| 1966                | MLB     | AL     |          | 8^     | 71    | 88    | .438 | 25½                   |                                                                              |                                                                         |
| 1967                | MLB     | AL     |          | 6^     | 76    | 85    | .476 | 15½                   |                                                                              |                                                                         |
| 1968                | MLB     | AL     |          | 10^    | 65    | 96    | .399 | 37½                   |                                                                              |                                                                         |
| 1969                | MLB     | AL     | East     | 4^     | 86    | 76    | .530 | 23                    |                                                                              |                                                                         |
| 1970                | MLB     | AL     | East     | 6^     | 70    | 92    | .432 | 38                    |                                                                              |                                                                         |
| 1971                | MLB     | AL     | East     | 5^     | 63    | 96    | .408 | 38½                   |                                                                              |                                                                         |
| Texas Rangers       |         |        |          |        |       |       |      |                       |                                                                              |                                                                         |
| 1972                | MLB     | AL     | West     | 6^     | 54    | 100   | .350 | 38½                   |                                                                              |                                                                         |
| 1973                | MLB     | AL     | West     | 6^     | 57    | 105   | .351 | 37                    |                                                                              |                                                                         |
| 1974                | MLB     | AL     | West     | 2^     | 84    | 76    | .525 | 5                     |                                                                              | Jeff Burroughs (MVP) Mike Hargrove (allenatore dell'anno)               |
| 1975                | MLB     | AL     | West     | 3^     | 79    | 83    | .487 | 19                    |                                                                              |                                                                         |
| 1976                | MLB     | AL     | West     | 5^     | 76    | 86    | .469 | 14                    |                                                                              |                                                                         |
| 1977                | MLB     | AL     | West     | 2^     | 94    | 68    | .580 | 8                     |                                                                              |                                                                         |
| 1978                | MLB     | AL     | West     | 3^     | 87    | 75    | .537 | 5                     |                                                                              |                                                                         |
| 1979                | MLB     | AL     | West     | 3^     | 83    | 79    | .512 | 5                     |                                                                              |                                                                         |
| 1980                | MLB     | AL     | West     | 4^     | 76    | 85    | .468 | 20½                   |                                                                              |                                                                         |
| 1981                | MLB     | AL     | West     | 2^     | 33    | 22    | .600 | 1½                    |                                                                              |                                                                         |
| 1981                | MLB     | AL     | West     | 3^     | 24    | 26    | .480 | 4½                    |                                                                              |                                                                         |
| 1982                | MLB     | AL     | West     | 6^     | 64    | 98    | .395 | 29                    |                                                                              |                                                                         |
| 1983                | MLB     | AL     | West     | 3^     | 77    | 85    | .475 | 22                    |                                                                              |                                                                         |
| 1984                | MLB     | AL     | West     | 7^     | 69    | 92    | .428 | 14½                   |                                                                              |                                                                         |
| 1985                | MLB     | AL     | West     | 7^     | 62    | 99    | .385 | 28½                   |                                                                              |                                                                         |
| 1986                | MLB     | AL     | West     | 2^     | 87    | 75    | .537 | 5                     |                                                                              |                                                                         |
| 1987                | MLB     | AL     | West     | 7^     | 75    | 87    | .462 | 10                    |                                                                              |                                                                         |
| 1988                | MLB     | AL     | West     | 6^     | 70    | 91    | .435 | 33½                   |                                                                              |                                                                         |
| 1989                | MLB     | AL     | West     | 4^     | 83    | 79    | .512 | 16                    |                                                                              |                                                                         |
| 1990                | MLB     | AL     | West     | 3^     | 83    | 79    | .512 | 20                    |                                                                              |                                                                         |
| 1991                | MLB     | AL     | West     | 3^     | 85    | 77    | .524 | 10                    |                                                                              |                                                                         |
| 1992                | MLB     | AL     | West     | 4^     | 77    | 85    | .475 | 19                    |                                                                              |                                                                         |
| 1993                | MLB     | AL     | West     | 2^     | 86    | 76    | .530 | 8                     |                                                                              |                                                                         |
| 1994                | MLB     | AL     | West     | 1^     | 52    | 62    | .456 | —                     | Postseason cancellata                                                        |                                                                         |
| 1995                | MLB     | AL     | West     | 3^     | 74    | 70    | .513 | 4½                    |                                                                              |                                                                         |
| 1996                | MLB     | AL     | West ^   | 1^     | 90    | 72    | .555 | —                     | Sconfitta ALDS (Yankees) 3–1                                                 | Juan González (MVP) Johnny Oates (allenatore dell'anno)                 |
| 1997                | MLB     | AL     | West     | 3^     | 77    | 85    | .475 | 13                    |                                                                              |                                                                         |
| 1998                | MLB     | AL     | West ^   | 1^     | 88    | 74    | .543 | —                     | Sconfitta ALDS (Yankees) 3–0                                                 | Juan González (MVP)                                                     |
| 1999                | MLB     | AL     | West ^   | 1^     | 95    | 67    | .586 | —                     | Sconfitta ALDS (Yankees) 3–0                                                 | Iván Rodríguez (MVP)                                                    |
| 2000                | MLB     | AL     | West     | 4^     | 71    | 91    | .438 | 20½                   |                                                                              |                                                                         |
| 2001                | MLB     | AL     | West     | 4^     | 73    | 89    | .450 | 43                    |                                                                              |                                                                         |
| 2002                | MLB     | AL     | West     | 4^     | 72    | 90    | .444 | 31                    |                                                                              |                                                                         |
| 2003                | MLB     | AL     | West     | 4^     | 71    | 91    | .438 | 25                    |                                                                              | Alexander Rodriguez (MVP)                                               |
| 2004                | MLB     | AL     | West     | 3^     | 89    | 73    | .549 | 3                     |                                                                              | Buck Showalter (allenatore dell'anno)                                   |
| 2005                | MLB     | AL     | West     | 3^     | 79    | 83    | .487 | 16                    |                                                                              |                                                                         |
| 2006                | MLB     | AL     | West     | 3^     | 80    | 82    | .493 | 13                    |                                                                              |                                                                         |
| 2007                | MLB     | AL     | West     | 4^     | 75    | 87    | .462 | 18                    |                                                                              |                                                                         |
| 2008                | MLB     | AL     | West     | 2^     | 79    | 83    | .487 | 21                    |                                                                              |                                                                         |
| 2009                | MLB     | AL     | West     | 2^     | 87    | 75    | .537 | 10                    |                                                                              |                                                                         |
| 2010                | MLB     | AL *   | West ^   | 1^     | 90    | 72    | .556 | —                     | Vittoria ALDS Rays 3–2 Vittoria ALCS Yankees 4–2 Sconfitta WS Giants 4–1 *   | Josh Hamilton (MVP) Neftalí Feliz (ROY)                                 |
| 2011                | MLB     | AL *   | West ^   | 1^     | 96    | 66    | .593 | —                     | Vittoria ALDS Rays 3–1 Vittoria ALCS Tigers 4–2 Sconfitta WS Cardinals 4–3 * |                                                                         |
| 2012                | MLB     | AL     | West     | 2^ ¤   | 93    | 69    | .574 | 1                     | Sconfitta ALWC (Orioles)                                                     |                                                                         |
| 2013                | MLB     | AL     | West     | 2^     | 91    | 72    | .558 | 5½                    |                                                                              |                                                                         |
| 2014                | MLB     | AL     | West     | 5^     | 67    | 95    | .414 | 31                    |                                                                              |                                                                         |
| 2015                | MLB     | AL     | West ^   | 1^     | 88    | 74    | .543 | —                     | Sconfitta ALDS Blue Jays 3–2                                                 | Jeff Banister (allenatore dell'anno) Prince Fielder (ritorno dell'anno) |
| 2016                | MLB     | AL     | West ^   | 1^     | 95    | 67    | .586 | —                     | Sconfitta ALDS Blue Jays 3–0                                                 |                                                                         |
| 2017                | MLB     | AL     | West     | 4^     | 78    | 84    | .481 | 23                    |                                                                              |                                                                         |
| 2018                | MLB     | AL     | West     | 5^     | 67    | 95    | .414 | 36                    |                                                                              |                                                                         |
| 2019                | MLB     | AL     | West     | 3^     | 78    | 84    | .481 | 29                    |                                                                              |                                                                         |
| Totale              | Totale  | Totale | Totale   | Totale | 4500  | 4912  | .478 | Playoff: 21–31 (.404) | Playoff: 21–31 (.404)                                                        | Playoff: 21–31 (.404)                                                   |

## Record per decade
La tabella seguente riassume i record di vittorie e sconfitte dei Rangers nella MLB per decennio.
| Decade        | Vinte | Perse | %    |
| ------------- | ----- | ----- | ---- |
| '60           | 607   | 844   | .418 |
| '70           | 747   | 860   | .465 |
| '80           | 720   | 839   | .462 |
| '90           | 807   | 747   | .519 |
| 2000          | 776   | 844   | .479 |
| 2010          | 765   | 694   | .524 |
| Tutti i tempi | 4359  | 4741  | .479 |

Queste statistiche sono tratte da Texas Rangers History & Encyclopedia di Baseball-Reference.com, e sono aggiornate al 9 aprile 2018.